# Amyema
Amyema is een geslacht van halfparasieten uit de familie Loranthaceae. De soorten komen voor in Maleisië en Australië. 

## Soorten
- Amyema artensis (Mont.) Dan.
- Amyema benthamii (Blakely) Danser
- Amyema betchei (Blakely) Danser
- Amyema bifurcata (Benth.) Tiegh.
- Amyema biniflora Barlow
- Amyema brassii Barlow
- Amyema brevipes (Tiegh.) Danser
- Amyema cambagei (Blakely) Danser
- Amyema congener (Sieber ex Schult. & Schult.f.) Tiegh.
- Amyema conspicua (F.M.Bailey) Danser
- Amyema dolichopoda Barlow
- Amyema duurenii Barlow
- Amyema eburna (Barlow) Barlow
- Amyema fitzgeraldii (Blakely) Danser
- Amyema gaudichaudii (DC.) Tiegh.
- Amyema gibberula (Tate) Danser
- Amyema glabra (Domin) Danser
- Amyema haematodes (O.Schwarz) Danser
- Amyema herbertiana Barlow
- Amyema hilliana (Blakely) Danser
- Amyema linophylla (Fenzl) Tiegh.
- Amyema lucasii (Blakely) Danser
- Amyema mackayensis (Blakely) Danser
- Amyema maidenii (Blakely) Barlow
- Amyema melaleucae (Lehm. ex Miq.) Tiegh.
- Amyema microphylla Barlow
- Amyema miquelii (Lehm. ex Miq.) Tiegh.
- Amyema miraculosa (Miq.) Tiegh.
- Amyema nestor (S.Moore) Danser
- Amyema pendula (Sieber ex Spreng.) Tiegh.
- Amyema preissii (Miq.) Tiegh.
- Amyema quandang (Lindl.) Tiegh.
- Amyema quaternifolia Barlow
- Amyema queenslandica (Blakely) Danser
- Amyema sanguinea (F.Muell.) Danser
- Amyema seemeniana (K.Schum.) Danser
- Amyema subcapitata Barlow
- Amyema tetraflora (Barlow) Barlow
- Amyema tetrapetala (Danser) Barlow
- Amyema thalassia Barlow
- Amyema tridactyla Barlow
- Amyema tristis (Zoll.) Tiegh.
- Amyema verticillata (Merr.) Danser
- Amyema villiflora (Domin) Barlow
- Amyema whitei (Blakely) Danser